# Rhynchosia woodii
Rhynchosia woodii är en ärtväxtart som beskrevs av Schinz. Rhynchosia woodii ingår i släktet Rhynchosia och familjen ärtväxter. Inga underarter finns listade i Catalogue of Life.